# Alexeï Jarkov
Pour les articles homonymes, voir Jarkov.
Alexeï Jarkov (en russe : Алексей Дмитриевич Жарков), né le 27 mars 1948 à Moscou en Union soviétique et mort le 5 juin 2016 à Moscou (Russie), est un acteur soviétique et russe.

## Biographie
Alexeï Jarkov naît à Moscou le 27 mars 1948. Enfant, il apprend à jouer de l'accordéon. En 1960, alors qu'Alexeï se produit sur scène de la Maison des syndicats avec un extrait de Vassili Tiorkine accompagné de son accordéon, il est remarqué par le réalisateur Mark Donskoï présent dans la salle, qui l'invite à jouer dans son film Bonjour les enfants !.
Diplômé de l'École-studio du Théâtre d'Art académique de Moscou en 1970.
De 1971 à 1988, il est acteur au théâtre Iermolova. Il a joué dans les pièces The Rift (1977), Mary Poppins (1979), Vasilisa Melentyeva (1982), Money for Maria (1985), Speak...  (1987). De 1988 à 2000, il est acteur au théâtre d'art Anton-Tchekhov, avant de revenir au théâtre Iermolova.
Au milieu des années 1970, il renous evec le cinéma, jouant le plus souvent des rôles secondaires. Contrairement à de nombreux autres acteurs soviétiques, il n'est pas resté sans travail même après l'effondrement de l'URSS.
Après avoir subi un accident vasculaire cérébral en 2012, il a vécu dans sa datcha près de Moscou. Là, début mars 2016, une autre attaque a eu lieu. Décédé Le 5 juin 2016, à l'âge de 69 ans, Alexeï Jarkov est enterré au cimetière Pokrovskoe dans le district de Naro-Fominski de l'oblast de Moscou.

## Filmographie partielle
- 1978 : En découvrant le vaste monde (Познавая белый свет) de Kira Mouratova
- 1981 : Trois fois sur l'amour (Трижды о любви) de Viktor Tregoubovitch
- 1982 : Ce n'est pas à l'église qu'on nous mariait (Нас венчали не в церкви, Nas venychali nie v tserkvi) de Boris Tokarev : juge
- 1983 : Les Torpilleurs (Торпедоносцы) de Semion Aranovitch
- 1984 : Prokhindiada, ili Beg na meste (Прохиндиада, или Бег на месте) de Viktor Tregoubovitch
- 1984 : Mon ami Ivan Lapchine (Мой друг Иван Лапшин) de Alexeï Guerman
- 1984 : Parade des planètes (Парад планет) de Vadim Abdrachitov
- 1987 : Dix Petits Nègres (Десять негритят) de Stanislav Govoroukhine
- 1987 : La Vie de Klim Samguine (Жизнь Клима Самгина) de Viktor Titov
- 1988 : La Ville zéro (Город Зеро) de Karen Chakhnazarov
- 1988 : Le Prisonnier du château d'If (Узник замка Иф) de Gueorgui Jungwald-Khilkevitch
- 1991 : Perdu en Sibérie (Затерянный в Сибири) de Alexandre Mitta
- 1991 : Tchioknoutye (Чокнутые) d'Alla Sourikova
- 1992 : Je voulais voir des anges (Я хотела увидеть ангелов) de Sergueï Bodrov
- 1992 : Roi blanc, dame rouge (Белый король, красная королева) de Sergueï Bodrov
- 1993 : La Prophétie (Предсказание) de Eldar Riazanov
- 1993 : Rêves (Сны) de Karen Chakhnazarov
- 1994 : Les Aventures d'Ivan Tchonkine (Жизнь и необычайные приключения солдата Ивана Чонкина) de Jiří Menzel
- 1996 : Le Prisonnier du Caucase (Кавказский пленник) de Sergueï Bodrov
- 1998 : Khroustaliov, ma voiture ! (Хрусталёв, машину!) de Alexeï Guerman
- 2000 : La Frontière : Roman de taïga (Граница. Таёжный роман) de Alexandre Mitta

## Récompenses
- 1994 : Artiste du peuple de la fédération de Russie[1]
- 1998 : Ordre de l'Amitié